# صربا
صرباهي بلدة لبنانية في قضاء كسروان أحد أقضية محافظة جبل لبنان. تتبع لبلدية جونيه عاصمة القضاء.